# Мусаханов, Ансар Турсунканович
Ансар Турсунканович Мусаханов (каз. Аңсар Тұрсынханұлы Мұсаханов; 30 июля 1966, Айдарлы, Алма-Атинская область — 19 февраля 2025) — казахстанский государственный деятель. Аким Алматинской области (2011—2014). Депутат сената парламента Казахстана от Алматинской области (2014—2020).

## Биография
Прлисходит из рода Шапырашты. 
Трудовую деятельность начал 1983 году рабочим совхоза «Куйганский» Куртинского района Алма-Атинской области.
В 1989 году окончил Алма-Атинский зооветеринарный институт по специальности «ветеринарный врач».
После окончания института до 1996 года работал ветеринарным врачом в совхозе «60 лет СССР» Куртинского района.
В 1996—1997 годах — главный ветеринарный врач сельскохозяйственного кооператива «Курты», главный ветеринарный врач Куртинского района.
В 1997 году — заведующий ветеринарным участком «Темир жолы» Жамбылского района Алматинской области.
C 1997 по 1998 год — аким Темиржолского сельского округа Жамбылского района.
С 1998 по 2001 год — директор Аксенгирского ОПХ.
В 2002 году — директор ТОО «Казбек-бек».
В 2003—2005 годах — исполняющий обязанности начальника, начальник Карасайского районного территориального управления Министерства сельского хозяйства Республики Казахстан.
С 2005 по 2006 годы — заместитель акима Илийского района.
В 2006 году окончил Казахский национальный аграрный университет по специальности менеджер государственного и местного управления, в этом же году защитил диссертацию «Влияние разного уровня легкоперевариваемых углеводов в рационах на продуктивность баранчиков при откорме», получив учёную степень кандидата сельскохозяйственных наук.
С декабря 2006 года по ноябрь 2007 года — аким Жамбылского района Алматинской области.
С ноября 2007 года по сентябрь 2009 года — аким Карасайского района Алматинской области.
С сентября 2009 года по июль 2010 года — государственный инспектор Администрации президента Республики Казахстан.
С июля 2010 года по апрель 2011 года — заместитель акима Алматинской области.
С 13 апреля 2011 года по 20 августа 2014 года — аким Алматинской области.
С октября 2014 года по 2020 год — депутат сената парламента Республики Казахстан от Алматинской области.
Скончался 19 февраля 2025 года на 59-м году жизни.

## Награды
- Орден «Курмет».
- Медаль «За укрепление парламентского сотрудничества» (19 мая 2016 года, Межпарламентская ассамблея СНГ) — за особый вклад в развитие парламентаризма, укрепление демократии, обеспечение прав и свобод граждан в государствах — участниках Содружества Независимых Государств[6].
- Медаль «Межпарламентская ассамблея СНГ. 25 лет» (27 марта 2017 года, Межпарламентская ассамблея СНГ) — за заслуги в деле развития и укрепления парламентаризма, за вклад в развитие и совершенствование правовых основ функционирования Содружества Независимых Государств, укрепление международных связей и межпарламентского сотрудничества[7].